# Josimar (football, 1986)
Josimar Rosado da Silva Tavares dit Josimar, né le 18 août 1986 à Pelotas et mort le 28 novembre 2016 à La Unión, est un footballeur brésilien qui évoluait au poste de milieu de terrain.
Il meurt le 28 novembre 2016, dans le crash du vol 2933 LaMia Airlines.

## Biographie
Josimar est formé au Sport Club Internacional. Il est ensuite prêté à différents clubs, notamment Fortaleza, Ponte Preta et Palmeiras au Brésil. Il joue également à Al Watani en Arabie saoudite.
En fin d'année 2015, il est transféré à Chapecoense, club avec lequel il dispute sa première compétition continentale : la Copa Sudamericana.
Josimar dispute au cours de sa carrière 87 matchs en première division brésilienne, marquant un but, et 7 matchs en Copa Sudamericana.

## Palmarès
- Vainqueur du championnat du Rio Grande do Sul en 2012 et 2013 avec le SC Internacional
- Vainqueur du championnat de Santa Catarina en 2016 avec Chapecoense